# Fluoruro di tionile
Il fluoruro di tionile o difluoruro di tionile è un ossofluoruro dello zolfo tetravalente avente formula molecolare SOF2. Può essere considerato come derivante dall'unione del gruppo bivalente tionile (>S=O) con due atomi di fluoro; questo fa sì che l'atomo centrale di zolfo raggiunga lo stato di ossidazione +4.
In condizioni normali è un gas incolore di odore soffocante.

## Struttura
SOF2 è un composto molecolare, gassoso a temperatura ambiente. La forma della molecola è quella di una di piramide distorta, con simmetria Cs. Le distanze S-O e S-F sono rispettivamente 142,0 pm e 158,3 pm; gli angoli O-S-F e F-S-F sono rispettivamente 106,2° and 92,8°. I corrispondenti alogenuri SOCl2 e SOBr2 hanno strutture simili, ma sono liquidi a temperatura ambiente. Sono noti anche alogenuri misti, tipo SOClF e SOBrF.

## Sintesi
Il fluoruro di tionile fu ottenuto per la prima volta nel 1896 da Maurice Meslans (1862-1938), allievo di Henri Moissan, trattando cloruro di tionile con fluoruro di zinco. In seguito furono usate altre fonti di ioni fluoruro, come il fluoruro di idrogeno o il trifluoruro di antimonio:
{\displaystyle {\ce {SOCl2 + 2HF -> SOF2 + 2HCl}}}
{\displaystyle {\ce {3SOCl2 + 2SbF3 -> 3SOF2 + 2SbCl3}}}
Alternativamente si può fluorurare il diossido di zolfo con pentafluoruro di fosforo:
{\displaystyle {\ce {SO2 + PF5 -> SOF2 + POF3}}}

## Reattività
SOF2 è un gas termicamente stabile fino al calor rosso. Al di sotto di 125 °C non attacca né il vetro né i metalli ferro, nichel, cobalto, mercurio, magnesio alluminio e zinco. A contatto con acqua si idrolizza formando diossido di zolfo e acido fluoridrico:
{\displaystyle {\ce {SOF2 + H2O -> SO2 + 2HF}}}
Reagisce con il fluoro per formare tetrafluoruro di tionile:
{\displaystyle {\ce {SOF2 + F2 -> SOF4}}}
Chimicamente SOF2 si comporta come una base di Lewis debole, tramite il doppietto non condiviso sull'ossigeno, e anche come acido di Lewis debole, legandosi tramite lo zolfo; in questo senso reagisce con ioni F− formando l'anione [O=SF3]–.